# Giancarlo Zarfati
Giancarlo Zarfati (accreditato anche come Giancarlo Zarfatti; Roma, 26 agosto 1946) è un attore italiano, attivo come attore bambino dal 1951 ai primi anni sessanta.

## Biografia
La carriera attoriale di Gianfranco Zarfati è limitata alla sua esperienza di attore bambino, dal 1951 ai primi anni sessanta.
Nato e cresciuto a Roma, fu scoperto da Aldo Fabrizi, che lo sentì fare una pernacchia con la bocca. Il bambino, a 5 anni, fu scritturato per il personaggio di Gnappetta nel film La famiglia Passaguai (1951), di Aldo Fabrizi, e nei suoi due seguiti. 
Nel decennio successivo Zarfati girò numerose altre pellicole; quella per cui è tutt'oggi maggiormente ricordato è probabilmente Bravissimo (1955), di Luigi Filippo D'Amico, nella parte di un bambino dalla voce di baritono.
Nel 1963 Zarfati abbandonò l'attività cinematografica.

## Filmografia
- La famiglia Passaguai, regia di Aldo Fabrizi (1951)
- La famiglia Passaguai fa fortuna, regia di Aldo Fabrizi (1952)
- Papà diventa mamma, regia di Aldo Fabrizi (1952)
- La spiaggia, regia di Alberto Lattuada (1954)
- Bravissimo, regia di Luigi Filippo D'Amico (1955)
- Gli innamorati, regia di Mauro Bolognini (1955)
- Suor Letizia - Il più grande amore, regia di Mario Camerini (1956)
- Guardia, guardia scelta, brigadiere e maresciallo, regia di Mauro Bolognini (1957)
- Solo Dio mi fermerà, regia di Renato Polselli (1957)
- Marisa la civetta, regia di Mauro Bolognini (1957)
- Belle ma povere, regia di Dino Risi (1957)
- Parola di ladro, regia di Nanni Loy e Gianni Puccini (1957)
- L'amico del giaguaro di Giuseppe Bennati (1958)
- La mina, regia di Giuseppe Bennati (1958)
- Il nemico di mia moglie, regia di Gianni Puccini (1959)
- La cento chilometri, regia di Giulio Petroni (1959)
- Cerasella, regia di Raffaello Matarazzo (1959)
- Il principe fusto, regia di Maurizio Arena (1960)
- Totò, Peppino e... la dolce vita, regia di Sergio Corbucci (1961)
- Il ladro di Bagdad, regia di Arthur Lubin e Bruno Vailati (1961)
- Akiko, regia di Luigi Filippo D'Amico (1961)
- Follie d'estate, regia di Edoardo Anton e Carlo Infascelli (1963)